# 静安寺
静安寺是一座佛教寺庙，位于中国上海市静安区南京西路1686号，其历史可以追溯到公元3世纪的三国时期，是中国江南地区历史悠久、颇具影响的名刹之一。上海四大佛寺之一。

## 历史

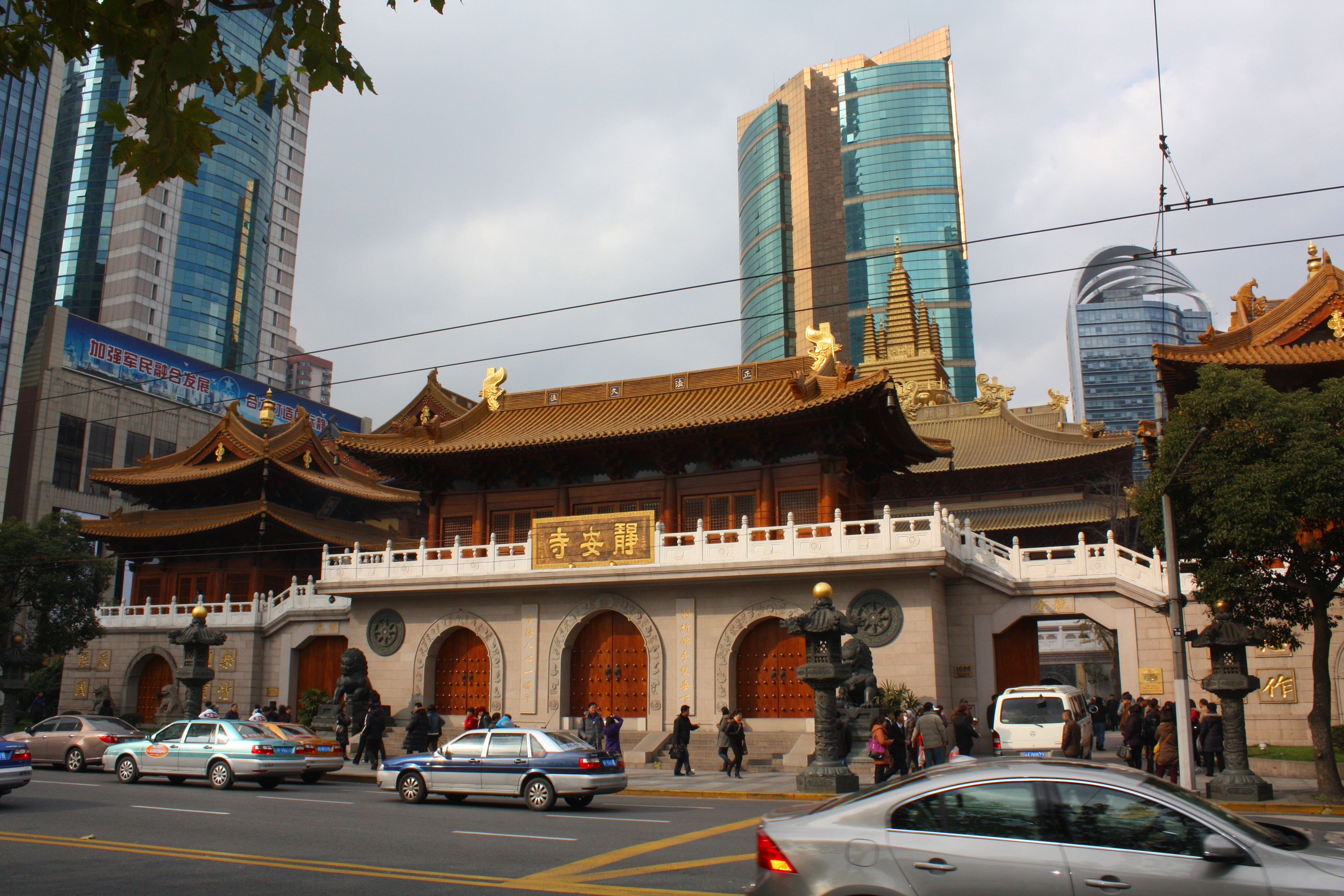
天王殿及山门，面向南京西路

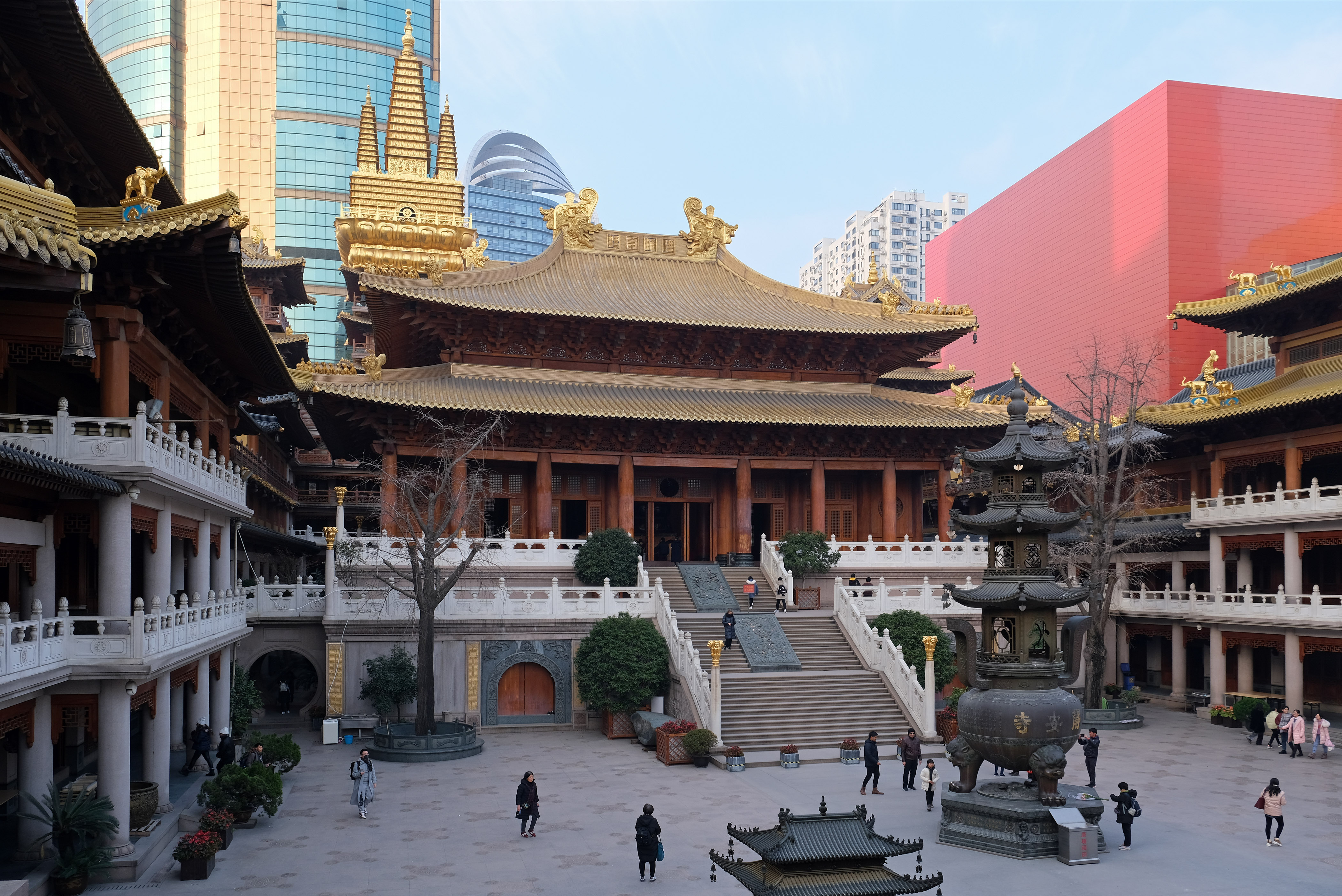
大雄宝殿

据静安寺内的赤乌碑记载，静安寺由胡僧康僧会始建于三国时东吴大帝孙权赤烏十年（247年），原名沪渎重元（玄）寺，位于吴淞江北岸，距今已有1700多年的历史。
唐朝时，一度改名永泰禅院。北宋太宗大中祥符元年（1008年），方改名静安寺。南宋嘉定九年（1216年）时，住持仲依因为原址寺基受江水冲刷而不稳固，将寺迁至今址。到元朝时，香火大盛。
寺内原有八处名胜，被命名为静安八景（赤乌碑、陈朝桧、讲经台、虾子潭、涌泉、绿云洞、沪读垒、芦子渡），名噪一时，其中山门前的涌泉，更被誉为“天下第六泉”。“静安八景”历代文人多有题咏，元末有诗僧寿宁辑《静安八咏集》。明太祖洪武二年（1369年），静安寺铸銅鐘一枚，至今犹存，为镇寺之宝。
1860年太平天国军队进攻到上海西郊，静安寺毁于战火。仅存的一座殿宇数年后也倒塌，致使佛像露天安放，戴笠披蓑，受雨淋日晒。1880年，在胡雪巖等人的资助下，静安寺得以重建，一年后完工。此后每年农历四月初八佛诞日静安寺都会举行庙会，成为上海一项重要民俗活动，一直持续到1963年才结束。
1862年，租界筑跑马道至静安寺，形成静安寺路（今南京西路），以后又陆续从这里向西修筑通往徐家汇的海格路和通往梵皇渡（今曹家渡）的极司非尔路。于是静安寺成为沪西地区交通网络的中心。1899年上海公共租界向西扩张至静安寺，于是原本地处郊野的古寺附近迅速演变为喧嚣的商业闹市，并建造大片里弄住宅。1901年，公共租界设立静安寺巡捕房。
1903年，中国佛教总会设会址于静安寺内。
1908年，以静安寺为起点的上海第一条电车线路开通。随着附近沪西一带日益繁荣，静安寺香火旺盛，于是在1921年，扩充寺基至5亩，并在大雄宝殿以东空地兴建三圣殿。
1953年，持松法师在寺内建立真言宗坛场，成为密宗道场。
1966年，文化大革命开始，佛像、法器遭到彻底破坏，持松法师遭到迫害，僧众被迫还俗，寺舍则被占用改建为塑料工厂。1972年，大雄宝殿失火焚毁，静安古寺成为一片废墟。
1979年開始改革開放以后，中国开始重新开放宗教场所。1983年，国务院确定静安寺为汉族地区佛教全国重点寺院之一。1984年以后，静安寺开始恢复重建，陆续修复了赤乌山门、天王殿、三圣殿、功德堂、方丈室等建筑。1990年，基本修复的静安寺开始对外开放。到1991年5月12日，举行大雄宝殿暨玉佛座像开光典礼，标志着静安寺已经修复完成，恢复到民国时期的规模。1998年开始重建工程。
目前，静安寺是中国最重要的密宗、真言宗道场。

## 建筑
主要建筑：
- 大殿
- 牟尼殿及西厢房：内有3.87米高的玉佛（释迦牟尼佛像），以纯玉雕成
- 观音殿及东厢房

其他建筑：
- 天王殿及山门
- 钟楼
- 鼓楼
- 静安佛塔
- 法堂
- 梵幢

## 文物
- 明朝铜钟
- 宋光宗赵惇所题“云汉昭回之阁”碑
- 苏轼、文征明、扬州八怪、吴昌硕、张大千等名人书画，王一亭佛画

## 交通
- 上海轨道交通2号线、7号线、14号线：静安寺站

## 图片

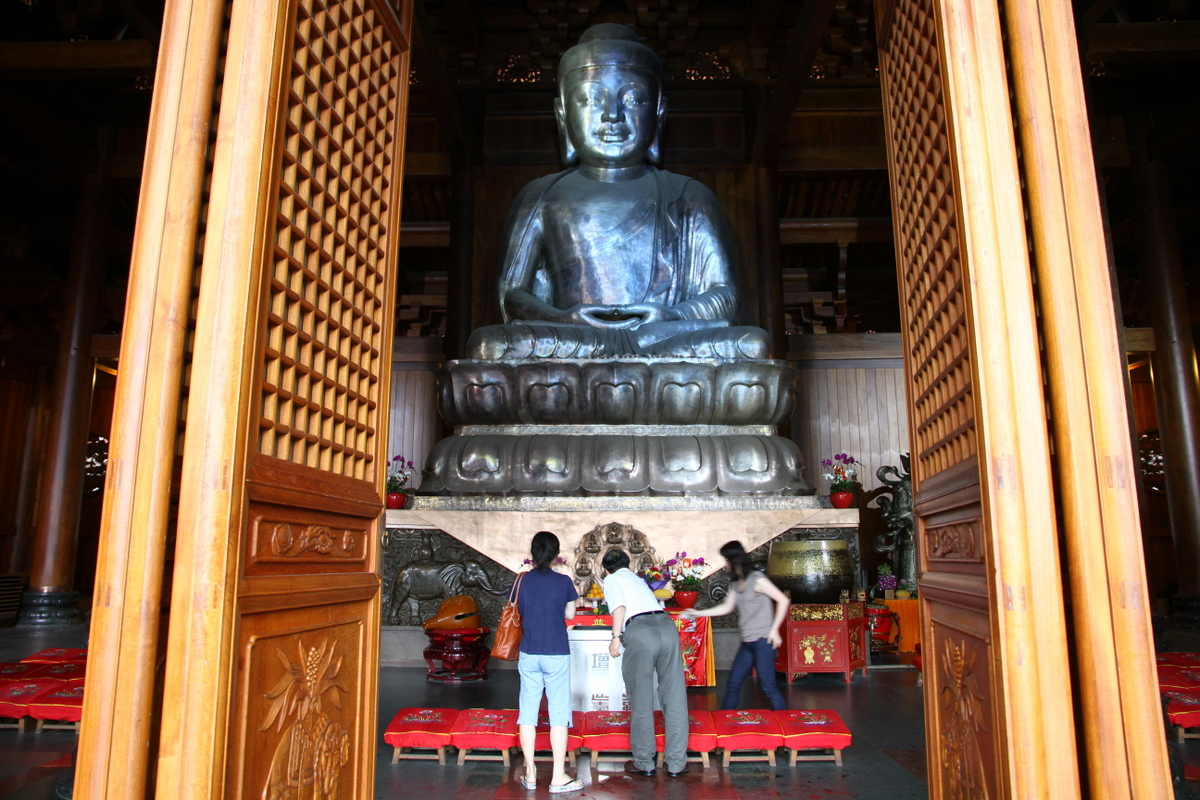
大殿内静安银佛，高6.6米
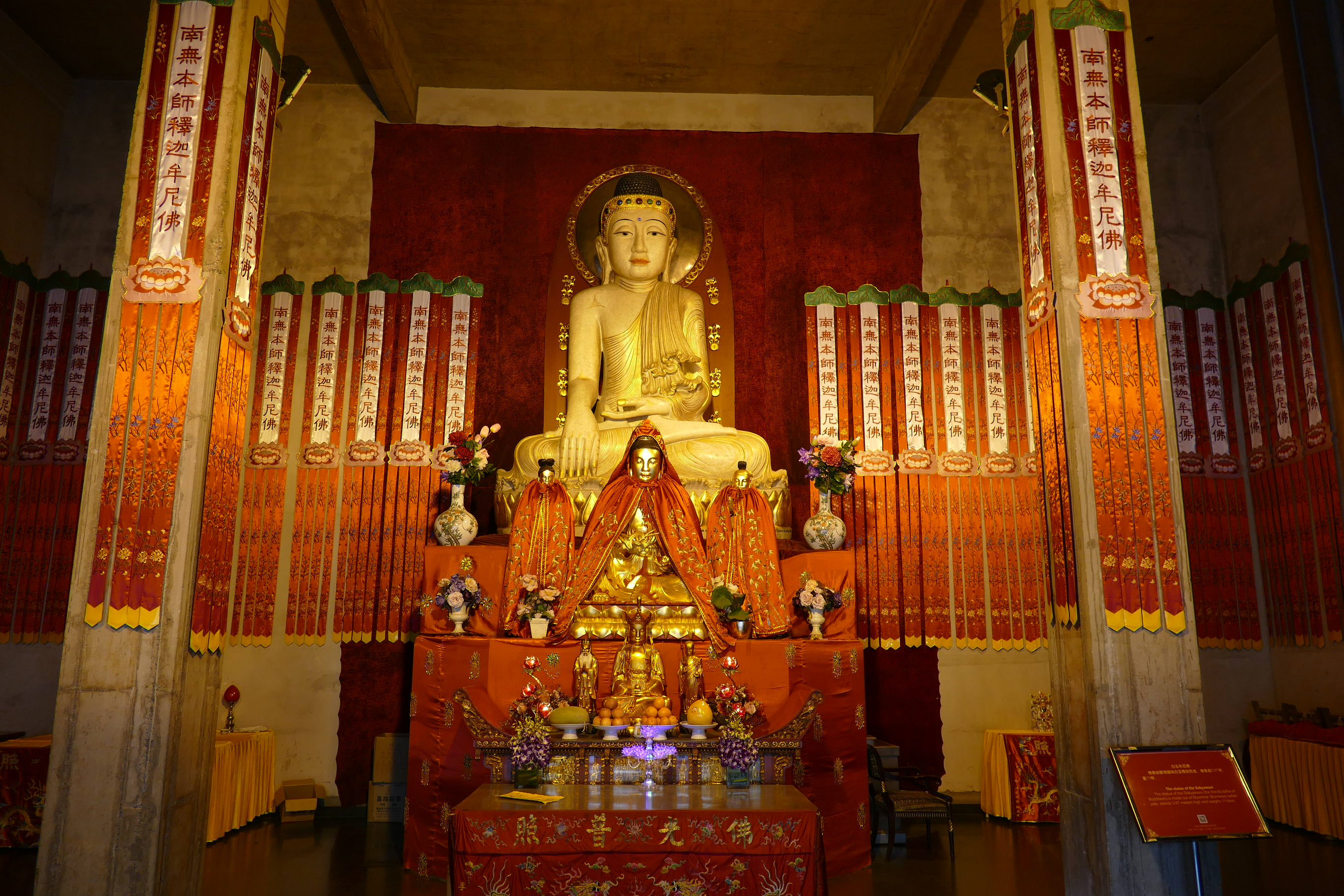
牟尼殿内玉佛（释迦牟尼佛像）
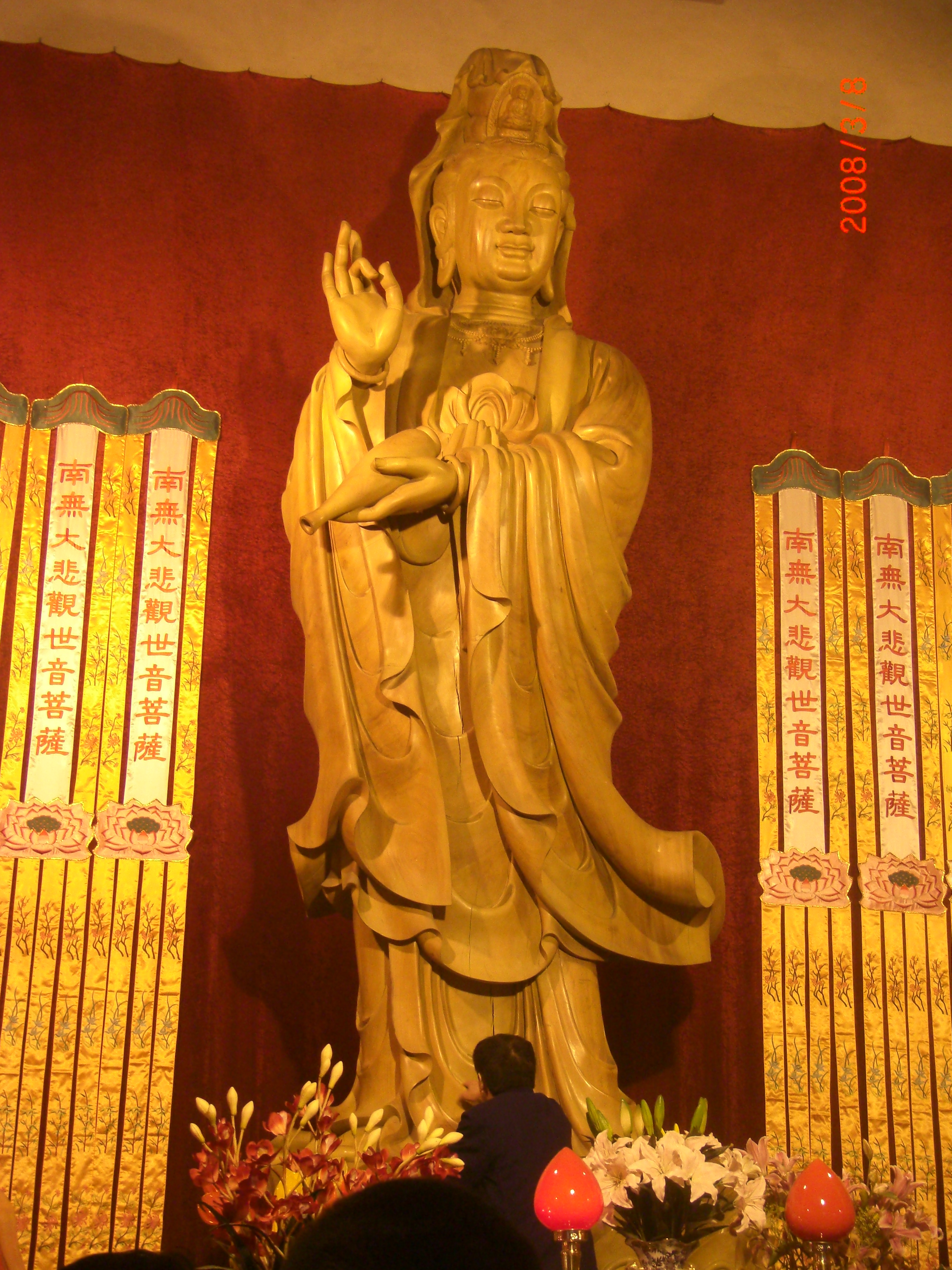
观音殿内香樟观音菩萨，高6.2米，以整根千年香樟古木雕成。
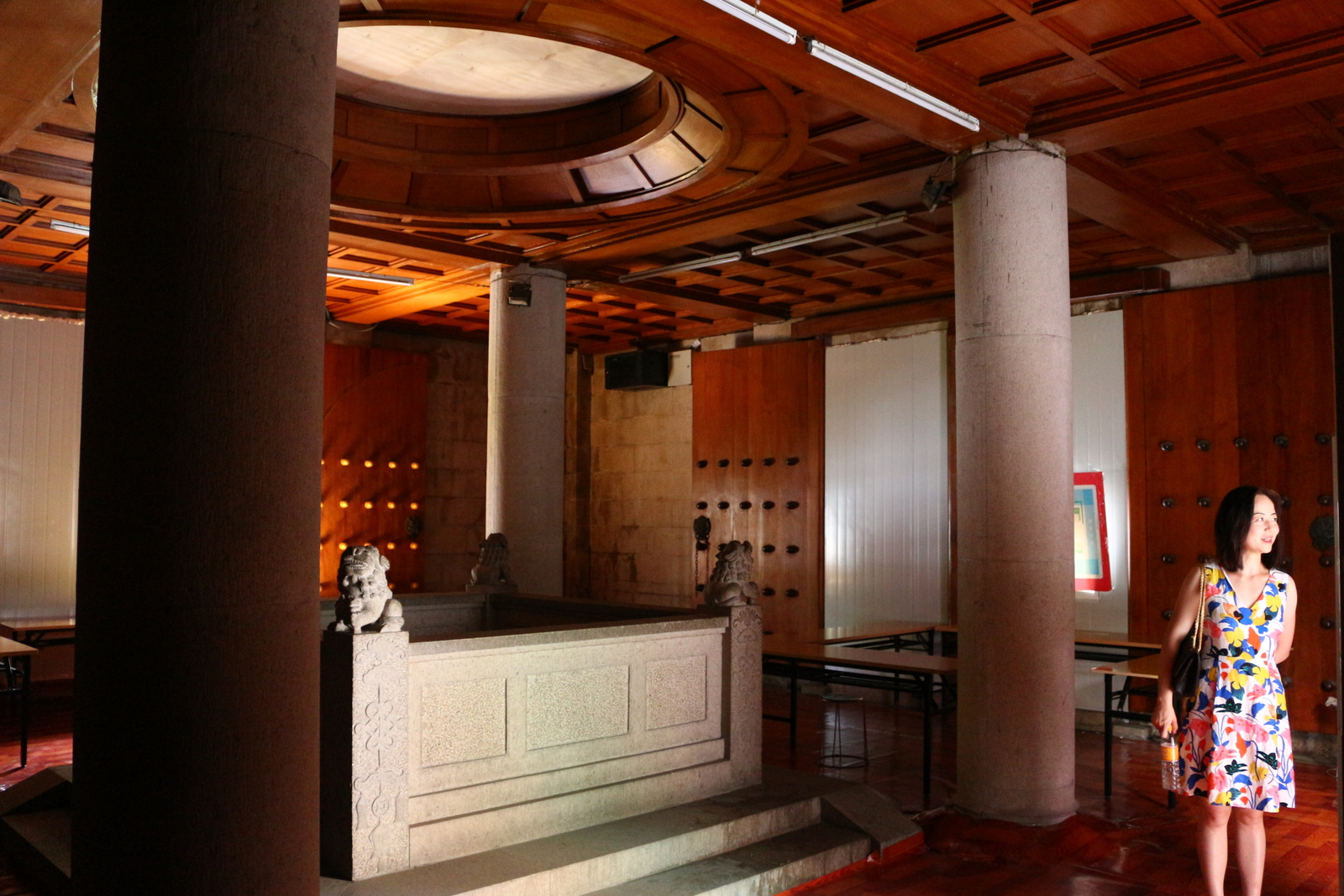
水井室
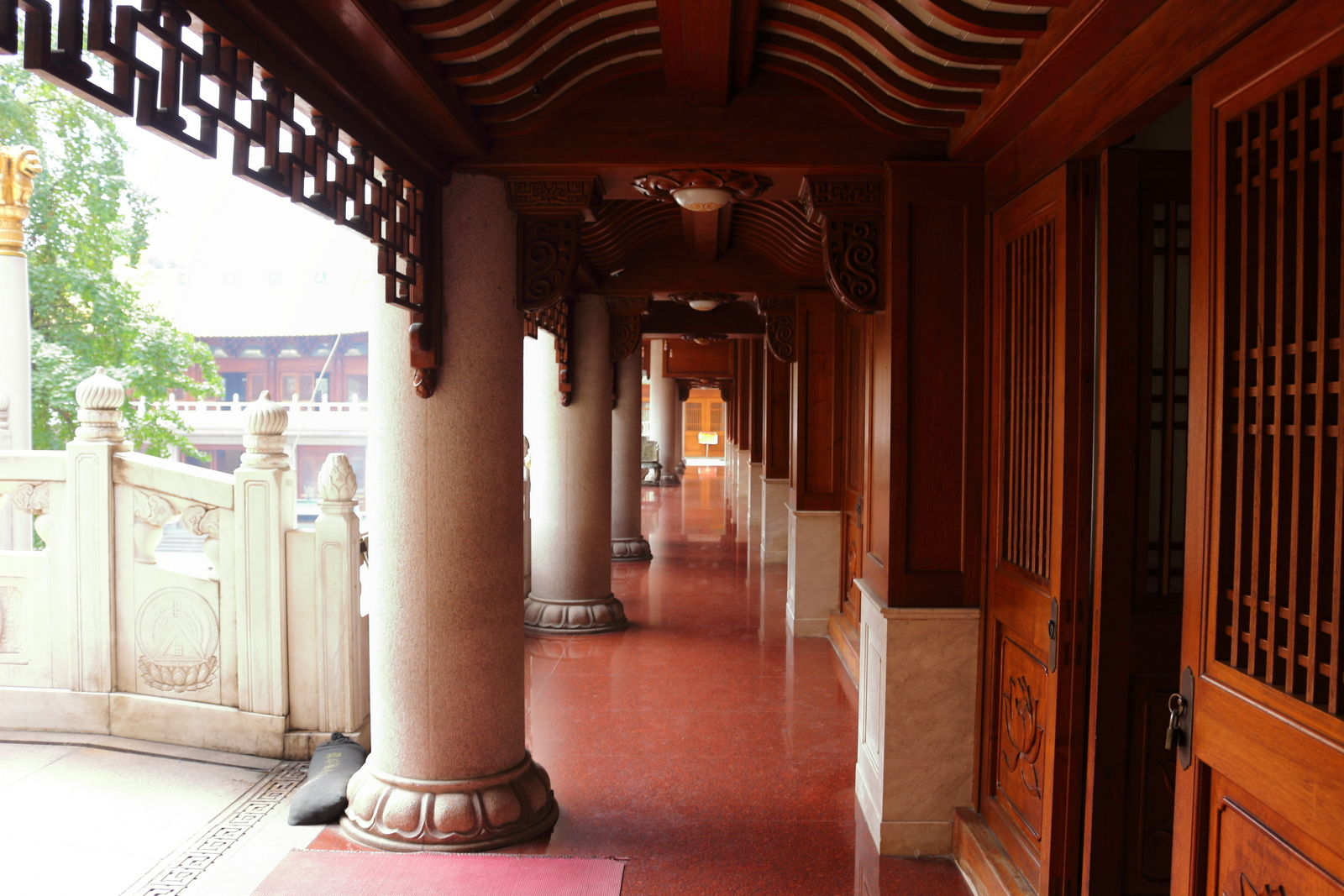
走廊
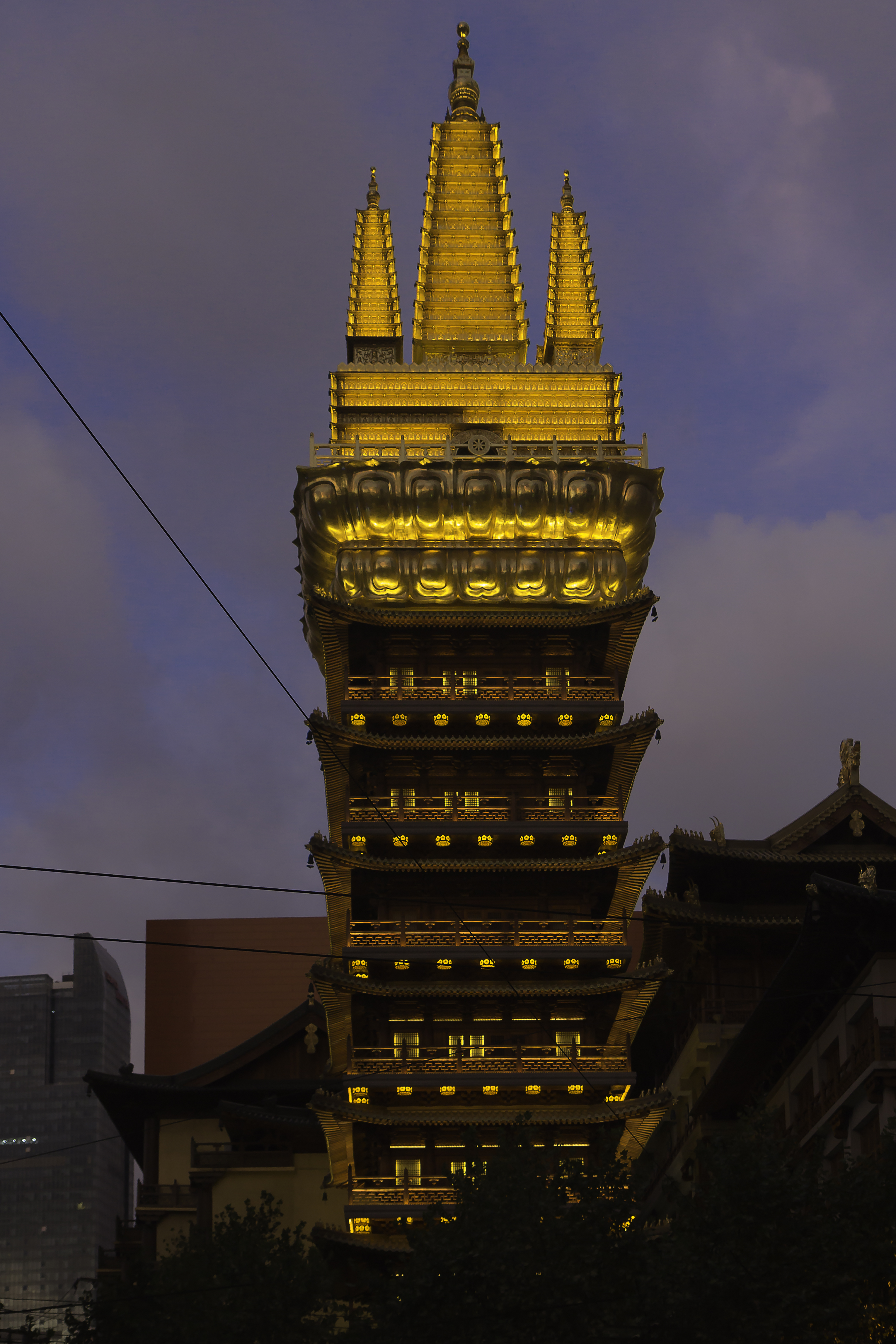
梵幢
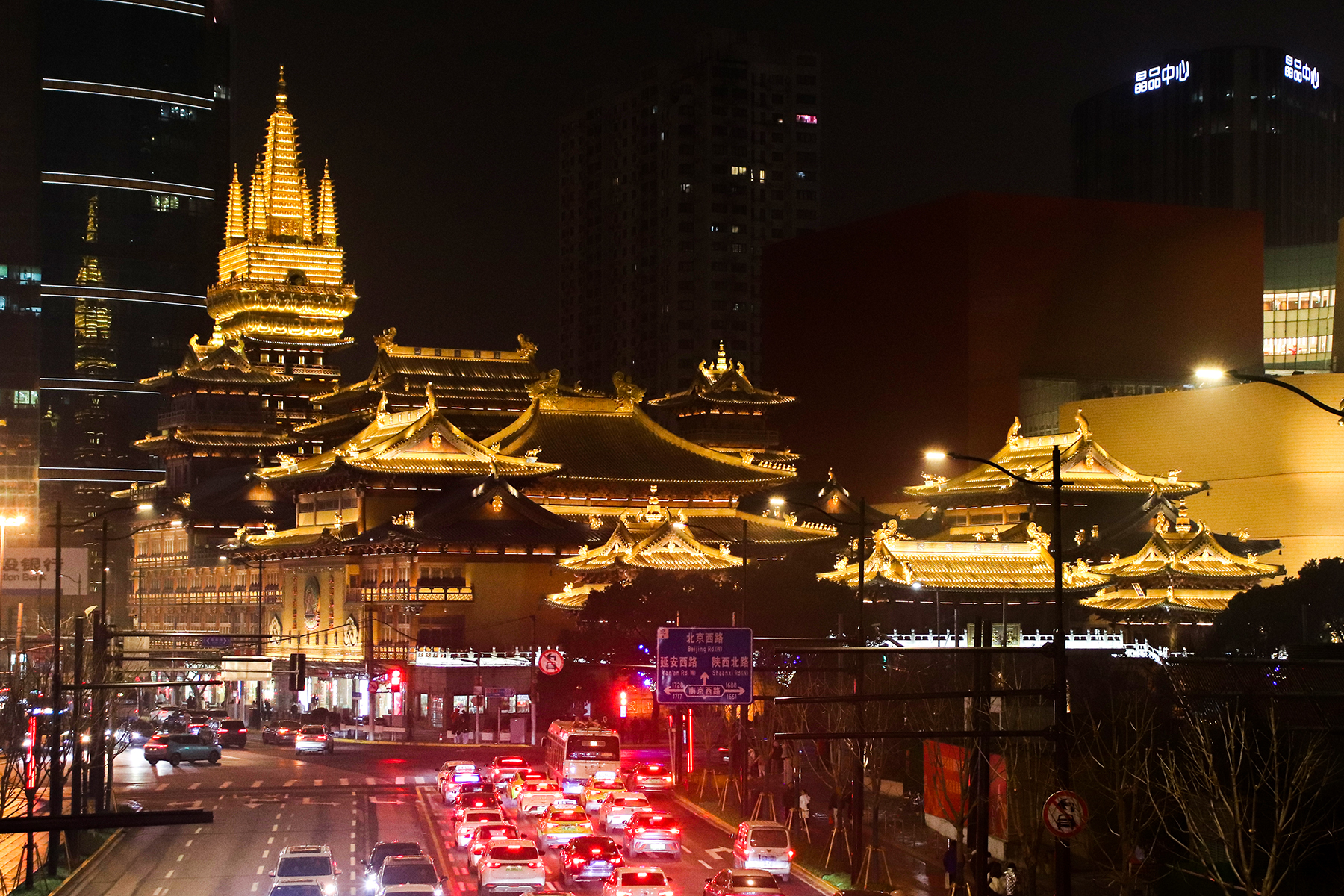
夜景